# Подорож до Мелонії
Подорож до Мелонії (швед. Resan till Melonia; англ.: The Journey to Melonia; повна англійська назва: The Journey to Melonia: Fantasies of Shakespeare's 'The Tempest') — шведсько-норвезький анімаційний пригодницький фентезі-фільм 1989 року режисера Пера Оліна, заснований на п'єсі «Бурі» Вільяма Шекспіра. Це перший повнометражний анімаційний фільм Еліна, як і його попередні фільми «З голови старого» та «Дундерклампен!» обидва використовували суміш анімації та живої дії.
Фільм отримав дві премії Золотий Жук за найкращі творчі досягнення (категорія з трьома нагородами за технічні досягнення без власних категорій); перший — Оліну за анімацію, другий — Бйорну Ісфальту за музику.

## Сюжет
На чудовому райському острові Мелонія живуть чаклун Просперо з дочкою Мірандою, альбатрос Аріель, добродушний садівник Калібан і собаконосий поет Вільям. Вони живуть загалом мирним життям, за винятком Калібана, якому доводиться важко працювати в саду. За кілька миль лежить темний острів Плутонія, де правлять жадібні капіталісти Слуг і Слаг. Колись така ж зелена і квітуча, як Мелонія, Плутонія тепер сприймається як пекло на землі, де діти змушені в рабських умовах виготовляти зброю та знаряддя війни, що, на думку Слуга і Слага, є шляхом у майбутнє. Оскільки ресурси Плутонії майже вичерпані, Слуг і Слагг звертають свій погляд на невикористану Мелонію, плануючи захопити її за допомогою гігантського бура.
Фільм починається з того, як один із дітей-рабів, хлопчик на ім'я Фердинанд, тікає з Плутонії в ящику, і закінчується на Мелонії, де Міранда та Просперо доглядають за ним. Просперо щойно закінчив розробляти чарівний еліксир росту (гумористично названий «суп сили»), який довірили Калібану. Слуг і Слаг викрадають Калібана і привозять його до Плутонії. Фердинанд, Міранда, Просперо та деякі інші вирушають у подорож до Плутонії, щоб звільнити Калібана, що зрештою перетворюється на пошуки звільнення поневолених друзів Фердинанда. Зрештою Міранда допомагає дітям втекти, перетворюючи їх на птахів і переносячи до старого театру, де Вільям-поет робить невдалу спробу поставити шекспірівську «Бурю». Вирвавшись із в'язниці, спраглий Калібан бездумно випиває еліксир. Слуг і Слаг, підбадьорені зростанням Калібана, намагаються переконати його працювати на них, але їхні вигадки про перевагу зброєю залишаються непочутими. Потім за допомогою великого бура вони намагаються знищити Калібана, але він легко піднімає його над землею та занурює в землю, в результаті чого острів занурюється на дно океану у гігантському вирі. Слуг і Слаг не можуть вибратися з виру, і оскільки вони більше не з'являються, можна з упевненістю припустити, що вони опустяться на дно й потонуть. Театр також майже тоне, але його рятує Калібан. Просперо втрачає свою магічну силу, але з готовністю приймає це, знаючи, що сила кожного замінить його магію. Він звільняє Калібана та Аріель від своєї служби, і фільм закінчується тим, що співаюча Аріель летить на захід сонця.

## Озвучка
- Аллан Едуолл — Просперо
- Робін Карлссон — Міранда
- Олле Саррі — Фердинанд
- Томас фон Бремссен — Аріель
- Ян-Олоф Страндберг — Вільям
- Інгвар Келлсон — Каптен Юлгрансфот (Captain Tree-stand)
- Ернст Гюнтер — Калібан
- Єва Рідберг — Кокан (Печиво)
- Ян Бломберг — Слуг (Проникливий)
- Ганс Альфредсон — Слаг
- Нільс Еклунд — Рорсман (керманич)

## Виробництво
З бюджетом у 22 мільйони шведських крон (приблизно 3,1 мільйона доларів США) «Подорож до Мелонії» на той час була найдорожчим шведським анімаційним фільмом, багато в чому через тривалий процес виробництва з 1982 по 1989 рік. Під час написання сценарію Пер Олін і Карл Расмуссен вибирали рядки з «Бурі», які, на їхню думку, могли б бути використаними, а потім об'єднували їх у послідовний синопсис. На візуальний стиль вплинув «Плавучий стрів» Жюля Верна 1895 року.

## Критичний прийом
Рецензії були загалом дуже позитивними. Рецензент кіножурналу Чапліна Йоран Рібе порівняв його з фільмами Їржі Трнки «Сон літньої ночі» та Поля Ґрімо «Король і пересмішник». Деяку критику було надано щодо повільного темпу та неоднозначного тону, що ускладнювало розрізнення, дитячий це фільм чи розрахований на дорослих. Інші скаржилися на дещо наївні месиджі.
Найбільш негативну рецензію надійшло від Вараєті, де Кейт Келлер написав: «„Подорож до Мелонії“ Пера Оліна, колишнього майстра шведського анімаційного кіно, напевно, поцілила всім над головою цією версією The Tempest . Сім років створення за надзвичайних для місцевих масштабів витрат у 3,5 мільйона доларів виглядає великим, але незабаром небезпечно провисає і зрештою розривається».